# IJzeren

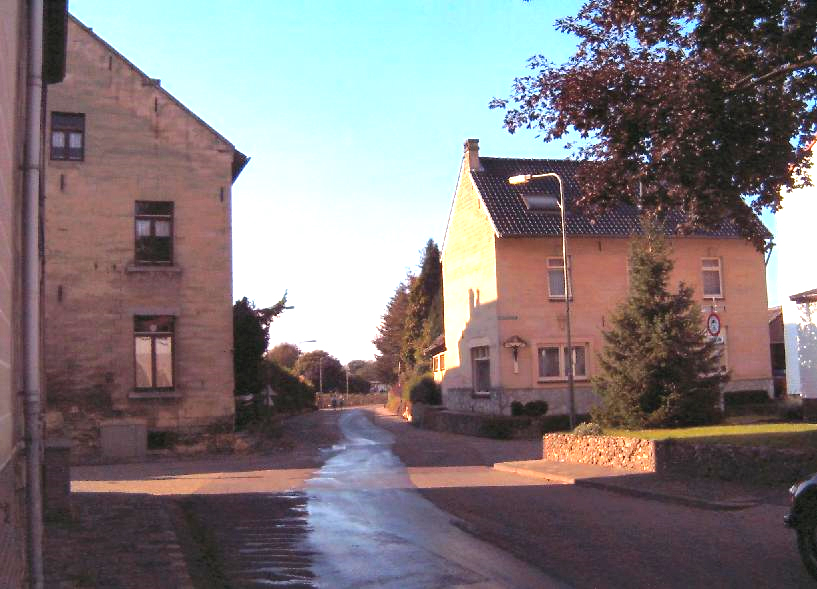
Kruispunt IJzeren vanaf de Kruisstraat; links de Kapelstraat, rechts de Groenstraat

IJzeren (Limburgs: Iezere) is een gehucht in de gemeente Valkenburg aan de Geul in de Nederlandse provincie Limburg. Het gehucht ligt op het Plateau van Margraten, ten zuidoosten van Sibbe, aan de weg van Sibbe naar Scheulder. Ten noordwesten van IJzeren begint het droogdal Sibbersloot. Het gehucht heeft ongeveer 330 inwoners.

## Geschiedenis
Of de naam van het gehucht is afgeleid van ijzer, dat zich hier in de grond zou bevinden, is nooit vastgesteld en onwaarschijnlijk. Mogelijk is de naam een afkorting van "ijzersmidse" of "Yseren Smitzen", zoals dat op sommige oude kaarten staat vermeld.
In IJzeren ligt de buurtschap Heerstraat, gelegen aan wat vroeger de Oude Akerweg werd genoemd, een middeleeuwse heerweg tussen Maastricht en Aken, mogelijk zelfs van Romeinse oorsprong. Of IJzeren daarmee ouder is dan Sibbe, valt niet te zeggen, aangezien er geen archeologische opgravingen hebben plaatsgevonden.
Op 4 juli 1327 vond in de buurt van IJzeren een veldslag plaats, waarbij de heer van Valkenburg, Reinald (gesteund door troepen uit Gulik, Luik, Gelre en Loon), een verpletterende nederlaag leed tegen de Maastrichtenaren (gesteund door Brabant). De overwinning werd door de Maastrichtenaren toegeschreven aan Sint-Servaas en eeuwenlang werd op de eerste zondag van juli in de Sint-Servaaskerk het feest van de 'Tromf van Sint-Servaas' gevierd.
IJzeren behoorde vroeger, net als Sibbe, tot de gemeente Oud-Valkenburg. Die gemeente ging in 1940 op in de nieuwgevormde gemeente Valkenburg-Houthem, waaruit in 1982 door verdere fusies de huidige gemeente Valkenburg aan de Geul ontstond.

## Bezienswaardigheden
In IJzeren staan diverse boerderijen en huizen van Limburgse mergel, afkomstig uit de nabije Sibbergroeve.  Enkele huizen zijn in vakwerk uitgevoerd. Daarnaast zijn er (net als in Sibbe) zeer bijzondere mergelen keermuren te vinden die typerend zijn voor Sibbe-IJzeren die verder vrijwel nergens buiten deze kernen te vinden zijn. IJzeren telt drie oude waterputten, waarvan er twee nog compleet met puthuis zijn. Op een driesprong staat een mergelstenen Mariakapel uit 1955 die gewijd is aan Onze Lieve Vrouw van Lourdes.
In de nabijheid van IJzeren bevindt zich veel natuurschoon. Met name het Sint-Jansbosch, het Biebosch en het Gerendal zijn geliefd bij wandelaars. Naast deze natuurgebieden bevinden zich in IJzeren nog enkele zeer oude boomgaarden bestaande uit hoogstambomen, vroeger wijdverspreid in de omgeving.

## Voorzieningen
Vlak naast IJzeren ligt het dorp Sibbe, waarmee het de parochiekerk, de basisschool, het gemeenschapshuis, een sportaccommodatie en een aantal andere voorzieningen deelt. De meeste voorzieningen en dorpsverenigingen zijn in Sibbe geconcentreerd.

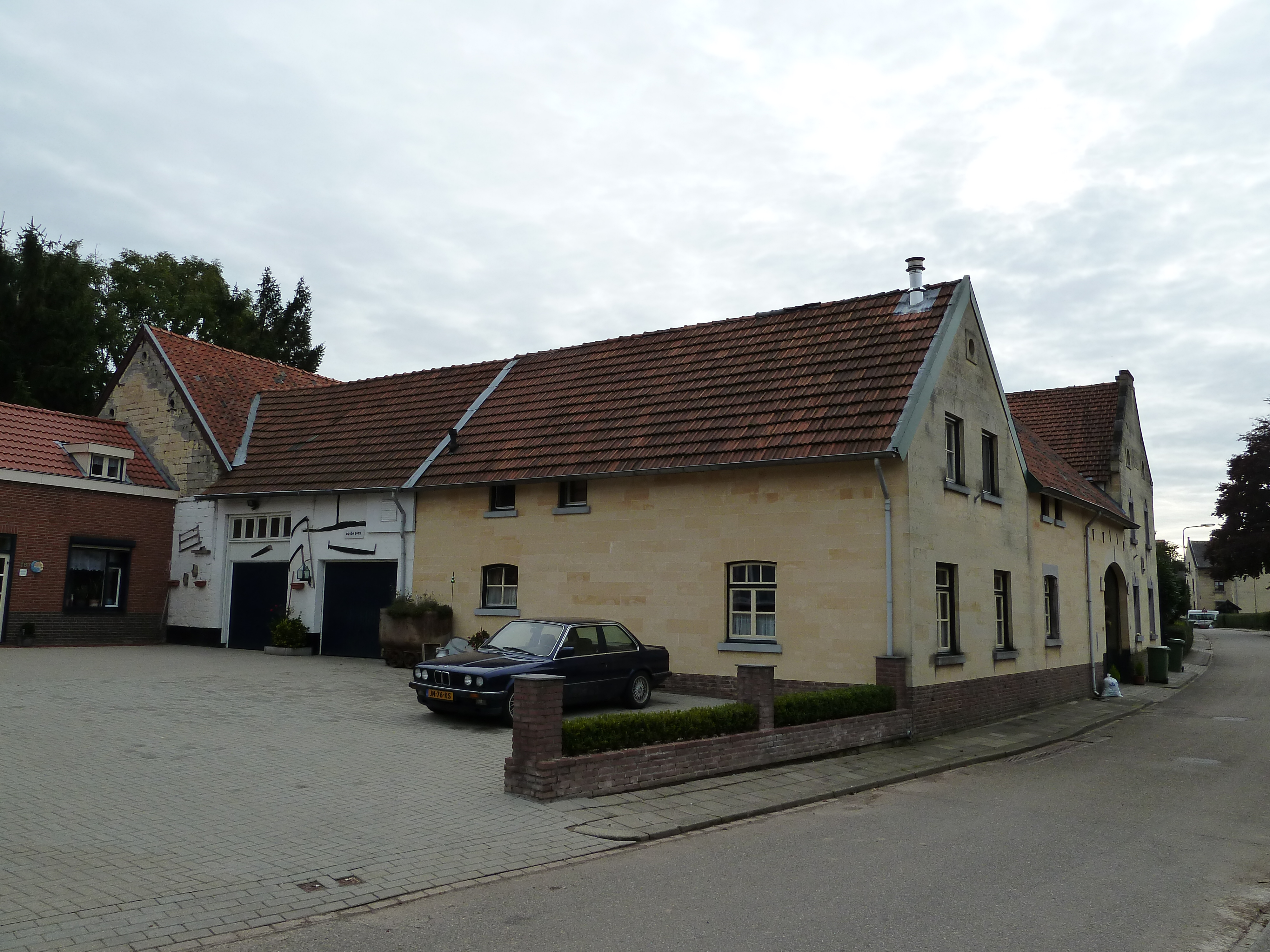
Mergelstenen boerderij, Groenstraat 16
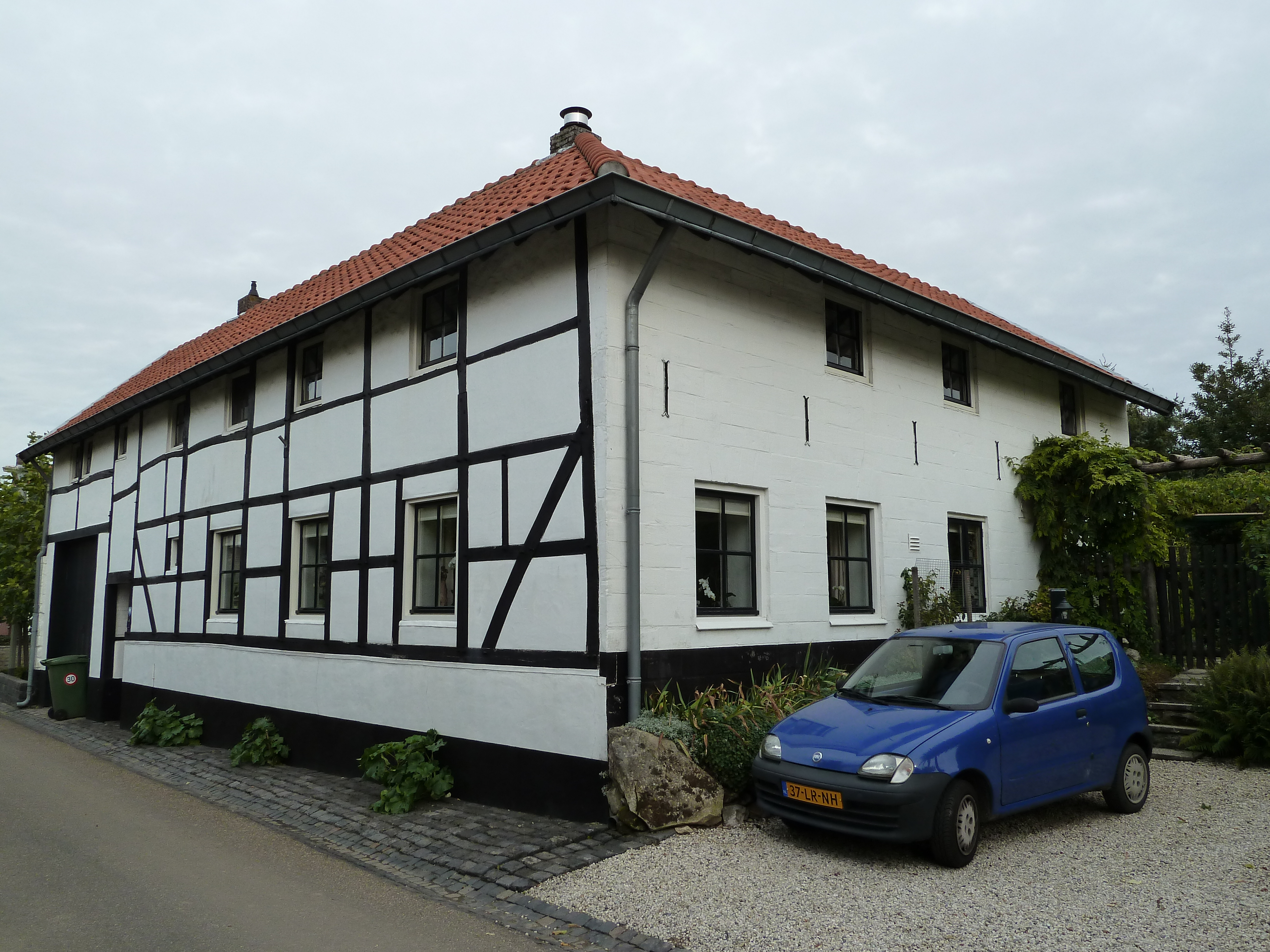
Vakwerkboerderij, Kapelstraat 35
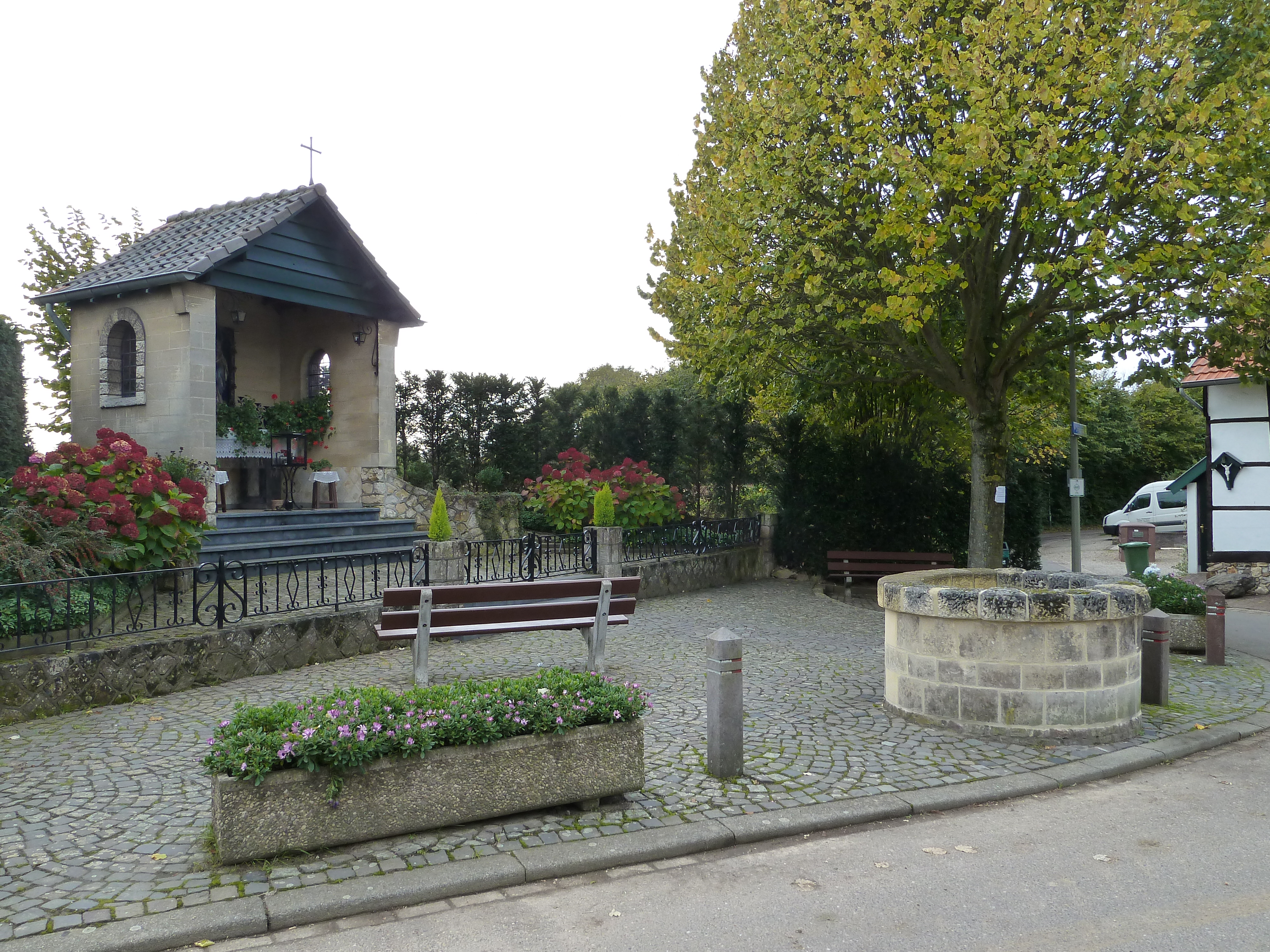
Mariakapel en waterput, Kapelstraat/Limietstraat
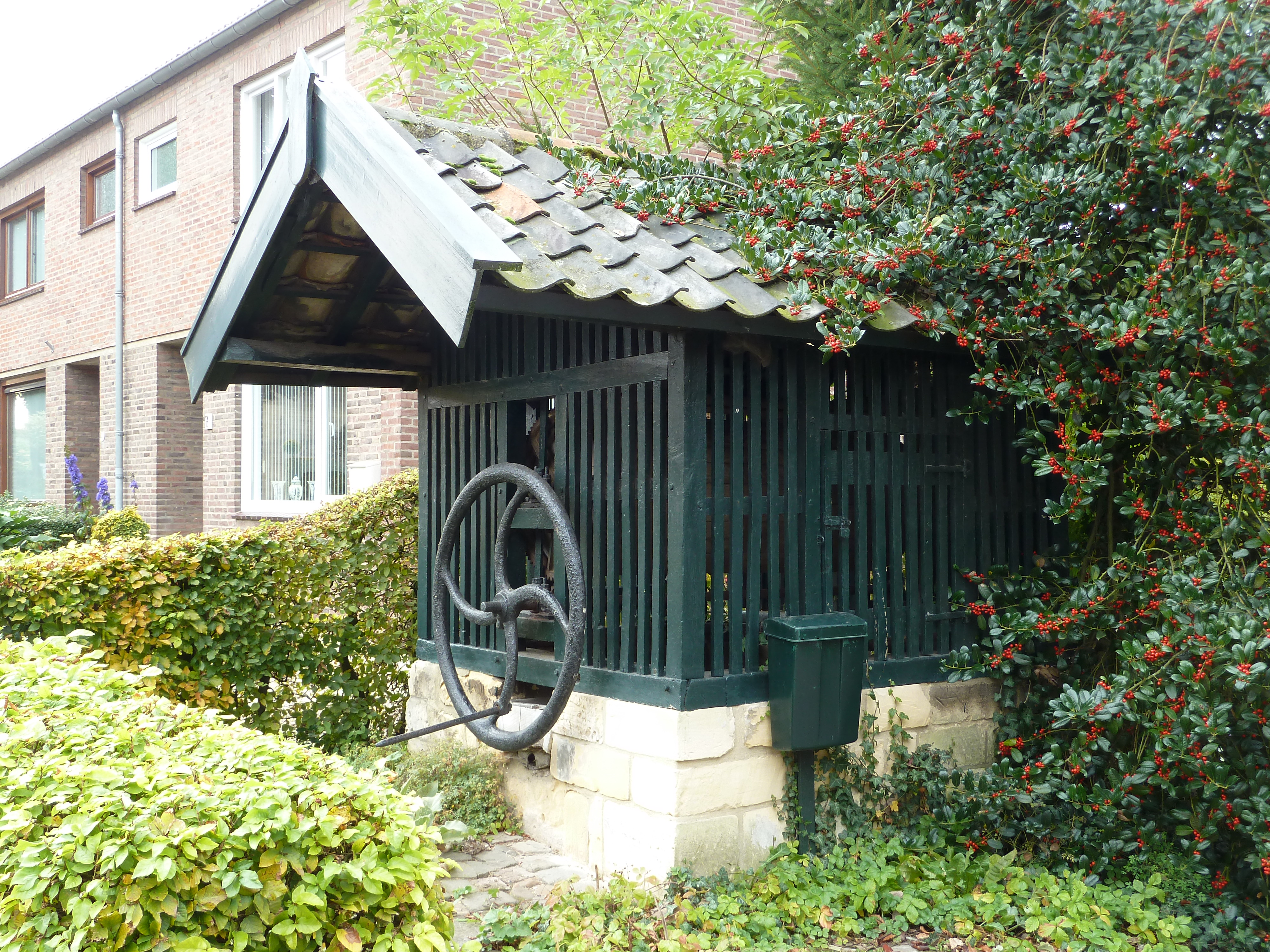
Zwingelput ter hoogte van Groenstraat 9